# Gategutter
Titolo del film è un film del 1949, diretto da Arne Skouen con la collaborazione tecnica di Ulf Greber. Il film è basato sul romanzo omonimo dello stesso Skouen. 

## Trama
Nella Oslo degli anni '20, una banda di ragazzini poveri è specializzata nel dare l'assalto ai furgoni che trasportano cocco, che poi si dilettano a mangiare. In uno di questi assalti Gotfred rimane ferito non superficialmente al polso dal coltello che Karsten stava adoperando per aprire i sacchi di cocco. Il guidatore del camioncino, detto "l'orco", riesce a mettere le mani su un ragazzino, il piccolo Sofus, conoscente degli altri, testimone dell'assalto ma non colpevole in prima persona. Sofus tuttavia non rivela nulla alla polizia né al maestro di scuola, che, il giorno dopo, in classe, indaga.
Gotfred vive praticamente solo, poiché la madre è spesso assente, e a volte viene arrestata per intemperanze varie dovute alla sua vita dissoluta. È la madre di Karsten quindi a prendersi cura della ferita del ragazzo, e a portarlo a casa propria. Gotfred tuttavia finirà col rubare i risparmi della madre di Karsten e col darsi alla macchia, una volta ristabilitosi. Più avanti Karsten viene picchiato, in strada, da Gotfred e da altri ragazzi più grandi, e da allora sviluppa un'amicizia solida con Sofus, che era intervenuto per portargli aiuto.
L'ideale di Karsten, consapevole delle difficoltà economiche della madre, che deve mantenere, oltre a lui, altre due sorelline piccole, è quello di smetterla con la vita "di strada" e di fare l'elettricista; mentre Sofus, orfano di madre, col padre dedito all'alcool e sparito chissà dove, è affascinato da ogni sorta di utensili, e sogna, da grande, di fare il lattoniere. Caso vuole che, alla fine della scuola, i due ragazzi trovino da lavorare in due botteghe prospicienti: una ditta di materiale elettrico per Karsten, e un anziano lattoniere alcoolizzato per Sofus.
Un altro membro della banda è Reidar, il cui padre è pure trasportatore di cocco, e che ha una sviluppata coscienza sociale: in occasione di uno sciopero egli si mette a dare la caccia ad eventuali crumiri. Uno di essi è "l'Orco", e le finestre della sua casa vengono prese a sassate dai ragazzi della banda insieme ad altri giovani disagiati del quartiere. Frattanto Karsten, avendo osato insistere nel richiedere ai datori di lavoro la possibilità futura di essere inquadrato come apprendista, viene licenziato. Il che lo riporta inesorabilmente sulla strada.
Il camioncino dell'"Orco" viene di nuovo preso d'assalto da un gran numero di ragazzi, ampiamente minorenni. Interviene la polizia, li porta al commissariato e li identifica. Una volta rilasciati, Karsten e Sofus si aggirano per le vie della città proprio nel momento in cui i lampioni si accendono, il che non manca di suscitare l'ammirazione del futuro elettricista.

## Inquadramento storico
Il 1924 fu un duro anno di prova per i movimenti sindacali norvegesi. Lo sciopero del settore siderurgico iniziò nel novembre del 1923 e durò 7 mesi, con una perdita complessiva di 3,5 milioni di giornate lavorative. Nel gennaio del 1924 fu la volta dei portuali, e alla fine del febbraio il numero di lavoratori interessati dagli scioperi o dalle serrate ammontava a 75.000. Si svilupparono delle lotte contro i crumiri, che venivano protetti dalla polizia o dai militari. A quella data Arne Skouen era un ragazzino.

## Produzione
Gategutter è l'opera di debutto registico di Arne Skouen e nello stesso tempo uno dei classici della cinematografia norvegese. L'esperienza del regista si limitava fino ad allora ad alcuni documentari e ad un soggiorno semestrale ad Hollywood. Il film è stato descritto come un dramma giovanile particolarmente ben recitato. I dialoghi si svolgono in un dialetto ben noto al regista, tipico del quartiere østkant di Oslo. Gategutter rese anche evidente il fatto che ci si stava muovendo verso una moderna forma di realismo, lontana dai modi di fare tipici del cinema norvegese, che consisteva nella maggior parte in rese filmiche di motivi tradizionali e poetici nazionali. Il film mostra come i conflitti sociali e lavorativi influiscano sulla banda giovanile, i cui soli punti di vista sono presi in considerazione, senza addentrarsi in considerazioni generali sulla società; la banda giovanile, a sua volta, è caratterizzata come un gruppo coeso ma in cui, alla fine, prevalgono i motivi della sopravvivenza individuale.
Il cast del film era costituito da professionisti e da dilettanti. Per Tom Tellefsen e Pål Bang-Hansen si trattava dell'esordio sugli schermi cinematografici.

## Riconoscimenti
Skouen e Ulf Greber ricevettero il Premio della Critica Cinematografica (Filmkritikerprisen) norvegese per il film nel 1950.
Nel 2001 il periodico norvegese Natt & Dag ha assegnato a Gategutter l'undicesimo posto entro i 25 migliori film norvegesi di ogni tempo.

## Remake
Il film Schpaaa di Erik Poppe (1998) è liberamente basato su Gategutter; le problematiche affrontate sono tuttavia quelle tipiche della fine degli anni '90.